# Phrygien (langue)
Pour les articles homonymes, voir Bonnet phrygien et Mode phrygien.
Cet article concerne la langue phrygienne. Pour le peuple phrygien, voir Phrygie.
Le phrygien était une langue indo-européenne parlée par les Phrygiens en Asie mineure au cours de l'Antiquité classique (du VIIIe au Ve siècle avant notre ère environ).
Le phrygien semble avoir été proche du grec, et les linguistes ont établi que cette langue descend du greco-phrygien commun. La similarité de certains mots phrygiens avec des mots grecs a même été notée par Platon dans le Cratyle (410a). 

## Inscriptions
Le phrygien est attesté à travers deux corpus, l'un remontant aux environs de l'an 800 avant notre ère et en deçà, et l'autre, le néo-phrygien, datant du début de notre ère. Le corpus paléo-phrygien se divise géographiquement en inscriptions de la ville de Midas (M, W), Gordion, Central (C), Bithynie (B), Pteria (P), Tyane (T), Daskyleion (Dask), Bayindir (Bay), et « divers » (Dd). Les inscriptions mysiennes semblent appartenir à un dialecte distinct et utilisent un alphabet doté de lettres additionnelles, le « mysien-s ».

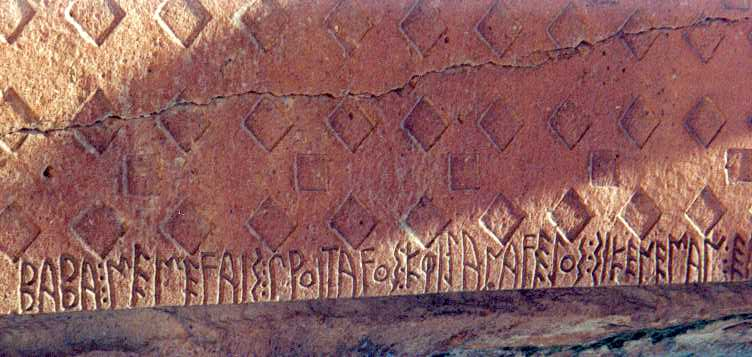
Une partie (environ 70 %) de l'inscription phrygienne de la ville de Midas.

Les dernières mentions connues du phrygien remontent au Ve siècle de notre ère, et la langue est considérée comme éteinte vers le VIIe siècle.
Le paléo-phrygien utilisait une écriture dérivée du phénicien, dont les liens avec le grec font l'objet de débats, alors que le néo-phrygien utilisait l'alphabet grec.

## Grammaire
La structure du phrygien, d'après ce qu'on peut en reconstituer, était typiquement indo-européenne, avec une déclinaison des noms comportant des cas (au moins quatre), des genres (trois) et deux nombres (singulier et pluriel), et une conjugaison des verbes selon le temps, la voix, le mode, la personne et le nombre. L'ensemble des formes fléchies n'est attesté pour aucun des mots du lexique.
Le phrygien semble avoir utilisé l'augment, comme le grec, l'indo-iranien et l'arménien : ainsi la forme eberet correspondait probablement au  proto-indo-européen (PIE) *e-bher-e-t (grec έφερε épʰere, avec perte du t final, sanskrit ábharat), même si la comparaison avec des exemples tels que  ios… addaket « qui fait… à… », qui n'est pas une forme du passé (peut-être un subjonctif), montre que la désinence -et est susceptible de provenir de la terminaison proto-indo-européenne originelle *-eti.

## Phonologie
|                       | Labiales | Dentales | Alvéolaires | Palatales | Vélaires |
| --------------------- | -------- | -------- | ----------- | --------- | -------- |
| Occlusives            | p b      | t d      |             |           | k ɡ      |
| Nasales               | m        | n        |             |           |          |
| Fricatives/affriquées |          |          | s           | ts dz     |          |
| Spirantes             | w        |          | l r         | j         |          |

On a longtemps affirmé que le phrygien présentait une évolution phonétique (Lautverschiebung) des consonnes occlusives, similaire à la Loi de Grimm dans les langues germaniques ou à des lois phonétiques repérées en proto-arménien, à savoir le voisement des aspirées du PIE, le dévoisement de ses occlusives voisées et l'aspiration de ses occlusives non voisées. Cette hypothèse a été rejetée par Michel Lejeune (1979) et Claude Brixhe (1984). Considérée comme obsolète dans les années 1980-1990, l'hypothèse a été relancée dans les années 2000 par Woodhouse (2006) et Lubotsky (2004), qui ont soutenu la thèse d'une évolution au moins partielle des séries de consonnes constrictives, c'est-à-dire le voisement des aspirées du PIE (*bh > b) et le dévoisement de ses occlusives voisées (*d > t).
Les affriquées ts et dz se sont développées à partir des vélaires devant les voyelles antérieures.

## Vocabulaire
Le phrygien n'est connu que fragmentairement, à partir de corpus d'inscriptions relativement modestes. Quelques centaines de mots phrygiens sont attestés ; cependant, le sens et l'étymologie de nombre d'entre eux restent inconnus.
Un mot phrygien célèbre est bekos, qui signifie « pain ». D'après Hérodote, le pharaon Psammétique Ier voulait déterminer quelle était la nation la plus ancienne, et retrouver le vocabulaire du langage originel de l'humanité. Dans ce but, il ordonna que deux enfants nouveau-nés fussent élevés par un berger, lui interdisant de jamais prononcer un mot en leur présence, et le chargeant de rapporter le premier mot qu'ils prononceraient. Après deux ans, le berger rapporta qu'alors qu'il était entré dans leur chambre, les enfants vinrent à lui les mains tendues en demandant bekos. Après enquête, le pharaon découvrit qu'il s'agissait du mot phrygien qui signifiait « pain blanc », à la suite de quoi les Égyptiens concédèrent que le peuple phrygien était plus ancien que le leur. Le mot bekos est également attesté à plusieurs reprises dans des inscriptions paléo-phrygiennes sur des stèles funéraires. Il pourrait s'agit d'un mot apparenté à l'anglais bake (PIE *bheHg-). Le hittite, le louvite (qui ont tous deux également eu un impact sur la morphologie du phrygien), le galate et le grec (qui présentent aussi un nombre élevé d'isoglosses avec le phrygien) ont tous eu une influence sur le lexique phrygien, .
Selon Clément d'Alexandrie, le mot phrygien bedu (en grec ancien : βέδυ), qui signifie « eau » (PIE *wed) apparaissait dans le rituel orphique.
Le théonyme grec de Zeus apparaît en phrygien Phrygian avec le radical Ti- (génitif Tios = grec Dios, d'une ancienne forme *Diwos ; le nominatif n'est pas attesté) ; peut-être avec le sens général de « dieu, divinité ». Il est possible que tiveya corresponde à « déesse ». Le changement de *d en t en phrygien et la chute du *w devant o semble réguliers. Étienne de Byzance relate que selon Démosthène, Zeus était connu sous le nom de Tios en Bithynie.
Un autre théonyme possible est bago-, attesté sous la forme de l'accusatif singulier bag̣un in G-136. Michel Lejeune a identifié le terme à *bhagom, dans le sens de « don, consécration » (PIE *bhag- « partager, distribuer »). Mais Hésychios d'Alexandrie mentionne un Bagaios, Zeus phrygien (grec ancien : Βαγαῖος Ζεὺς Φρύγιος) et interprète ce nom comme δοτῆρ ἑάων, « donateur de bonnes choses ».

## Code
- Code de langue IETF : xpg